# Одесский национальный экономический университет
Одесский национальный экономический университет (ОНЭУ) (укр. Одеський національний економічний університет) — один из ведущих и старейших экономических высших учебных заведений Украины. 

## История
В 1921 году был основан Одесский институт народного хозяйства. Разместился вуз в здании бывшего Одесского имени императора Николая I коммерческого училища.
В 1931 году в стране проводилась кредитная реформа. В связи с этим Одесский институт народного хозяйства (ОИНХ) был реорганизован в кредитно-экономический институт (ОКЭИ). В 1966 году ОКЭИ реорганизован в институт народного хозяйства, который стал широкопрофильным центром подготовки и переподготовки экономистов для промышленности, строительства и сельского хозяйства. 
По результатам аккредитации в 1993 г. институт был отнесен к высшей, IV ступени аккредитации.
Достойно оценив достижения и заслуги коллектива Одесского института народного хозяйства перед государством, Кабинет Министров Украины своим постановлением от 13 августа 1993 года создал на его базе Одесский государственный экономический университет (ОГЭУ). Международная кадровая академия Европейского центра высшего образования и объединённого Совета европейских университетов отметила ОГЭУ в числе 10 лучших учебных заведений Украины, которые осуществляют подготовку наиболее квалифицированных специалистов.
С 2021 г. ректором ОНЭУ является доктор экономических наук, профессор Анатолий Иванович Ковалёв.
Кабинет Министров Украины 20 октября 2011 года одобрил проект Указа Президента Украины "О предоставлении Одесскому государственному экономическому университету статуса национального". 
Предоставление университету статуса национального будет способствовать его дальнейшему развитию, расширению образовательных услуг; обеспечит государственное признание научно-методического уровня вуза, который станет основой для расширения возможностей профильной подготовки кадров для нужд Одесской области, а также укрепит общегосударственный авторитет и конкурентоспособность инновационных научно-технических разработок и существенно повысит эффективность хозяйствования в регионе.
Сегодня в ВУЗе обучаются около 9 тыс. студентов.

## Структура

###### Факультеты
- Факультет экономики управления предпринимательством
- Факультет международной экономики
- Факультет менеджмента, учёта и информационных технологий
- Факультет финансов и банковского дела
- Коммерческий факультет
- Заочный факультет
- Факультет довузовской подготовки
- Факультет повышения квалификации
- Специальный факультет переподготовки кадров

###### Подразделения
- Приёмная комиссия

- Центр бизнес-образования (MBA)
- Отдел международных связей
- Ресурсный центр
- Библиотека
- Бухгалтерия
- Канцелярия
- Совет молодых ученых
- Студенческий совет
- Профком студентов
- Internet club
- ТВ-центр
- Центр поддержки молодёжного предпринимательства
- Вычислительный центр
- Спортивно-оздоровительный комплекс «Экономист», с. Каролино-Бугаз, Овидиопольский район Одесской области

## Преподаватели
- Бородатый, Василий Порфирьевич
- Зверяков, Михаил Иванович
- Коник, Клим Иосифович
- Покрытан, Анатолий Карпович
- Пахомов, Иван Никитович
- Петрович, Виктор Бранкович
- Черноус, Павел Васильевич
- Карпова Елена Олеговна

## Награды
- Почётная Грамота Президиума Верховного Совета УССР (1971. За достигнутые успехи в подготовке высококвалифицированных специалистов и развитии научных исследований и в связи с 50-летием со дня образования)